# West Alton
West Alton és una població dels Estats Units a l'estat de Missouri. Segons el cens del 2000 tenia 573 habitants.

## Demografia
Segons el cens del 2000, West Alton tenia 573 habitants, 211 habitatges, i 147 famílies. La densitat de població era de 7,8 habitants per km².
Dels 211 habitatges en un 33,2% hi vivien nens de menys de 18 anys, en un 52,1% hi vivien parelles casades, en un 11,8% dones solteres, i en un 29,9% no eren unitats familiars. En el 25,1% dels habitatges hi vivien persones soles el 7,1% de les quals corresponia a persones de 65 anys o més que vivien soles. El nombre mitjà de persones vivint en cada habitatge era de 2,72 i el nombre mitjà de persones que vivien en cada família era de 3,26.
Per edats la població es repartia de la següent manera: un 28,1% tenia menys de 18 anys, un 8,6% entre 18 i 24, un 30,7% entre 25 i 44, un 22,9% de 45 a 60 i un 9,8% 65 anys o més.
L'edat mediana era de 37 anys. Per cada 100 dones de 18 o més anys hi havia 114,6 homes.
La renda mediana per habitatge era de 36.094 $ i la renda mediana per família de 45.556 $. Els homes tenien una renda mediana de 32.431 $ mentre que les dones 27.143 $. La renda per capita de la població era de 18.975 $. Entorn del 4,5% de les famílies i el 7,7% de la població estaven per davall del llindar de pobresa.

## Poblacions més properes
El següent diagrama mostra les poblacions més properes.